# Дозбагачення відходів вуглезбагачення
Дозбагачення відходів вуглезбагачення — повторне збагачення відходів збагачення вугілля.

## Загальна характеристика
Зі збільшенням зольності палива, тобто зі зниженням його теплоти згоряння, різко знижуються економічні показники цього способу утилізації відходів. У ряді випадків виявляється доцільним вилучення з відходів вуглезбагачення палива зольністю 25-40 %. Найбільш активно у цьому напрямку ведуться роботи Угорсько-Польським акціонерним товариством «Халдекс», яке розробило метод вилучення вугілля з породних відвалів вуглезбагачувальних фабрик. Метод оснований на збагаченні у важкосередовищних установках з використанням як обважнювача високозольної фракції відходів, що містить 40-50 % класу 0-1 мм. В обважнювачі рекомендується мати 20-30 % зерен крупністю 0-0,05 мм і 20-40 % зерен крупністю 0,05-0,5 мм. Густина такої суспензії складає 1220—1450 кг/м3. Технологічною схемою передбачається попереднє дроблення породи до крупності 20 мм. Потім порода направляється у збірник, у який подається також попередньо згущена суспензія. Ця суміш перекачується насосом у збагачувальні циклони діаметром 250 або 380 мм. Злив циклонів зневоднюється на дуговому і вібраційному грохотах і одночасно розділяється на класи 10-20 і 0,5-10 мм, які відвантажуються споживачам як низькосортне паливо. Згущений продукт направляється у спіральний важкосередовищний сепаратор, у якому відбувається додаткове вилучення вугілля. Злив сепаратора оброблюється разом зі зливом гідроциклонів.
З аналогічною метою розроблені крутопохилі сепаратори типу КНС.
У гравітаційних відходах вуглезбагачувальних фабрик міститься невелика кількість вугільних фракцій, тому методи додаткового вилучення цих фракцій застосовуються в основному при переробці відвалів і поточних відходів шахт і кар'єрів. При цьому зольність відвальних відходів після збагачення збільшується на 10-15 %.
На багатьох шахтах поверхневі комплекси шахт обладнуються установками попереднього відділення породи з гірничої маси. Застосування важкосередовищних сепараторів і відсаджувальних машин дозволяє отримати відходи, які практично не містять вугільних фракцій. Для цих же цілей застосовують і крутопохилі сепаратори КНС.

## Безвідхідна технологія обробки шламів на фабриках
Розроблена безвідхідна технологія обробки шламів на фабриках, що збагачують енергетичне вугілля (рис.).
Схемою передбачається класифікація шламу по крупності 0,1 — 0,2 мм в гідроциклонах. Крупний шлам зневоднюється на стрічкових вакуум-фільтрах і присаджується до концентрату. Злив гідроциклонів сумісно з фільтратом стрічкових вакуум-фільтрів направляється на глибоке прояснення із застосуванням флокулянтів у циліндроконічних згущувачах, які забезпечують також висококонцентроване згущення шламу. Це дозволяє застосовувати фільтр-преси для зневоднення тонких шламів. Осад фільтр-пресів також присаджується до концентрату. Чистий злив циліндроконічних згущувачів і фільтрат фільтр-пресів повертаються у оборотний цикл фабрики.
Можливе підвищення зольності концентрату вище допустимих норм компенсується її зниженням при збагаченні дрібного вугілля, але у більшості випадків у цьому немає необхідності. Така схема забезпечує ліквідацію скидів рідких відходів збагачення, які найбільш важко піддаються обробці.